# Verbascum speciosum
Verbascum speciosum là một loài thực vật có hoa trong họ Huyền sâm. Loài này được Schrad. miêu tả khoa học đầu tiên năm 1811.